# Federal Relocation Arc
O Federal Relocation Arc (em português: Arco de Relocalização Federal) é uma rede de instalações ao redor de Washington, D.C., projetada para garantir a sobrevivência de componentes não militares do governo dos Estados Unidos no caso de a capital, Washington, se tornar inabitável durante uma guerra ou outra emergência grave, como um ataque nuclear. Os departamentos que participam do Arco de Relocalização Federal são principalmente agências que podem não ser alvos militares, mas podem ter as suas operações interrompidas caso um evento grave ocorra na capital.

## Organização
O desenvolvimento do Arco de Relocalização Federal começou durante a presidência de Dwight Eisenhower, depois de os líderes militares terem chegado à conclusão de que planear a sobrevivência pós-ataque apenas do Presidente dos Estados Unidos seria um exercício inútil se o resto do governo fosse eliminado.

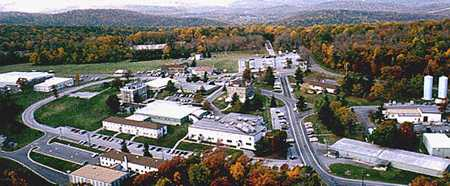
A Instalação Especial de High Point (foto) é a segunda das três camadas do Arco de Relocalização Federal

O Arco de Relocalização Federal consiste em três redes de instalações em camadas, cada uma projetada para ser progressivamente mais resistente e fortificada do que a anterior. Caso informações de inteligência ou o aumento das tensões indiquem que uma emergência grave possa se desenvolver em breve, agências de nível ministerial do governo dos Estados Unidos ativariam três "equipas de emergência", sequencialmente identificadas com as letras "A", "B" e "C". Cada equipa de emergência pré-designada geralmente consiste de 60 a 100 funcionários, capazes de executar as funções mais críticas da agência governamental que representam. Após um alerta, a equipa "A" de uma agência deslocaria-se-ia para uma instalação subterrânea segura localizada dentro ou imediatamente adjacente ao prédio da sede normal da agência em Washington, D.C. A equipa "B" mudaria-se-ia para a Instalação Especial de High Point, nas Montanhas Blue Ridge, na Virgínia. A equipa "C" estabeleceria um escritório numa instalação de emergência dedicada, mantida por cada agência a aproximadamente 32 a 48 quilómetros de Washington.
Após o início do evento, a equipa "A" continuaria a operar a agência em questão até que ela fosse destruída ou a sua capacidade de comunicação com o mundo exterior fosse interrompida, momento em que a equipa "B" assumiria o controlo sem problemas. Após a destruição ou perda de comunicação com a equipa "B", a autoridade para a operação da agência seria transferida para a equipa "C". Caso a equipa "C" não pudesse mais funcionar, o controlo administrativo da agência poderia ser dispersado para escritórios regionais.
A mobilização e a dispersão de equipas de emergência para o Arco de Relocalização Federal podem levar várias horas a ser concluídas, pelo que a sua utilidade seria suscetível a um ataque "Bolt Out of the Blue" (conhecido pela sigla militar "BOOB" ), um ataque nuclear repentino e decapitante contra Washington, D.C., por um estado estrangeiro, que ocorresse sem aviso prévio e não fosse precedido por qualquer período de tensão crescente ou indicadores de informações. Os planeadores militares consideram a probabilidade de tal ataque baixa.

## Ativações
Um alerta emitido após os ataques de 11 de setembro de 2001 deu início à dispersão das equipas de emergência departamentais para locais de relocalização. De acordo com relatos não confirmados dos média, as equipas continuaram a operar a partir das instalações de relocalização até novembro daquele ano.

## Locais
Front Royal, Virginia é o local dos locais da equipa "C" usados anteriormente pelo Departamento de Agricultura dos EUA e pelo Departamento de Estado dos EUA.